# Chiesa di Santo Spirito (Ravascletto)
La Chiesa di Santo Spirito è una chiesa di Ravascletto, in provincia di Udine.

## Descrizione

### Esterno
La chiesa, del Settecento, si presenta in tipico stile Carnico. È presente un piccolo ingresso principale sovrastato dal campanile, costruito con una Bifora ed una ampia cella campanaria. Nella facciata è presente anche un piccolo rosone, annesso al campanile.

### Interno
La volta maggiore è riccamente decorata da affreschi, raffiguranti il Santo Spirito. Nell'Abside è presente un altare con sopra una pala originale del 1696 raffigurante la Sacra Famiglia.